# Grand-duc ascalaphe
Bubo ascalaphus
Espèce
Statut de conservation UICN

 LC  : Préoccupation mineure
Statut CITES

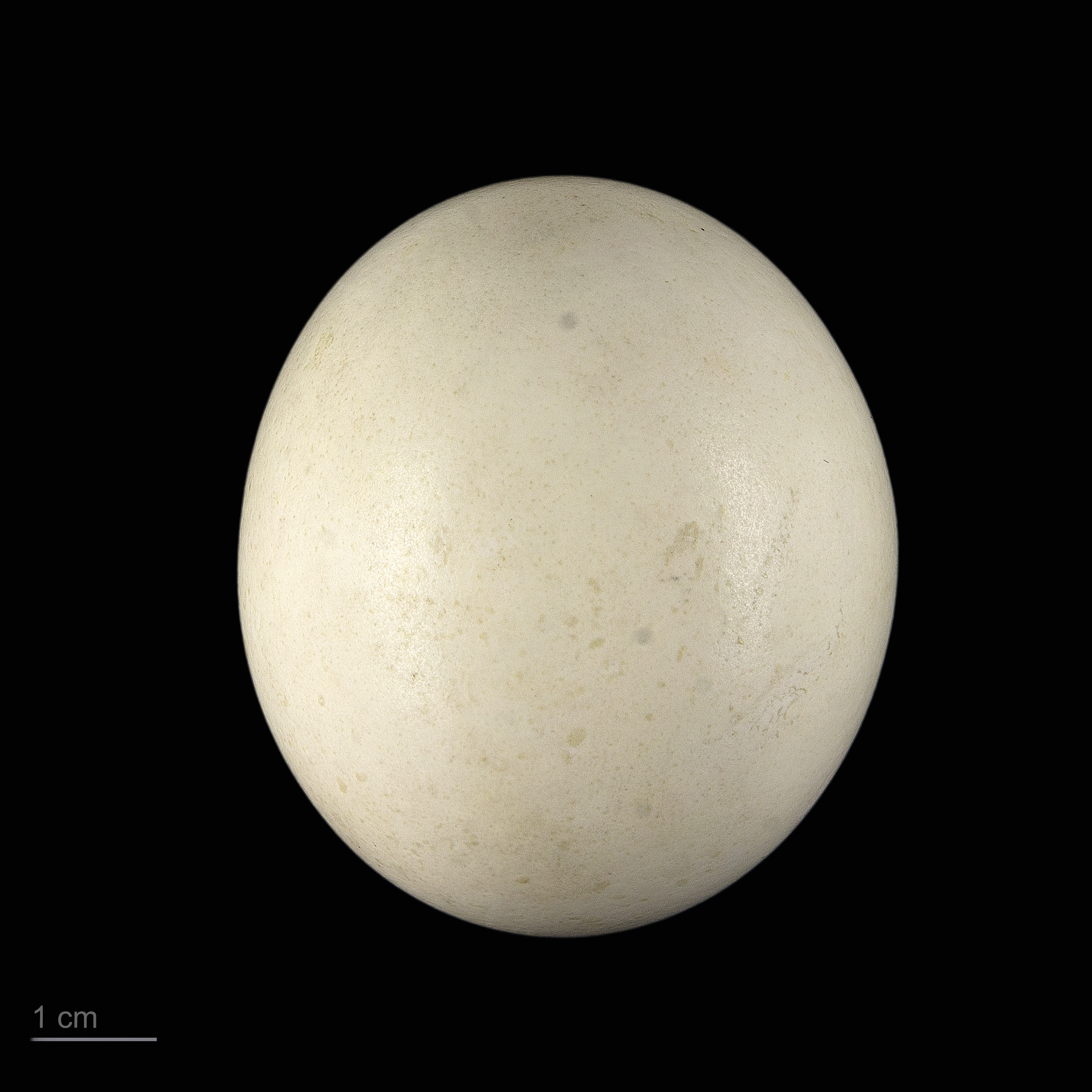
Œuf de Bubo ascalaphus - Muséum de Toulouse

Le Grand-duc ascalaphe ou Grand-duc du désert (Bubo ascalaphus) est une espèce de rapace nocturne appartenant à la famille des Strigidae et à la sous-famille des Striginae. On le trouve en Algérie, Arabie saoudite, Égypte, Émirats arabes unis, Érythrée, Irak, Israël, Jordanie, Koweït, Libye, Mali, Maroc, Mauritanie, Niger, Oman, Qatar, Sahara occidental, Sénégal, Soudan, Tchad et Tunisie.